# Hilda Akua
Hilda Akua Frimpong, née en 1991, est un mannequin ghanéenne et championne du concours de beauté en 2015 au Ghana. En 2021, elle est nommée rédactrice en chef de la Syracuse Law Review bien qu'étant étudiante  à la faculté de droit de l'université de Syracuse, devenant ainsi la première personne noire à occuper ce poste.

## Biographie

### Origines et éducation
Frimpong est originaire de Kumasi dans la région d'Ashanti du Ghana où elle  grandit. Diplômée d'une licence en anthropologie de l'Université Texas A&M aux États-Unis, elle étudie le droit à la faculté de droit de l'université de Syracuse à New York. En mars 2021, elle est nommée rédactrice en chef de la Syracuse Law Review, devenant ainsi la première personne noire à occuper ce poste ,. Frimpong dirige la Syracuse Law Review pour l'année universitaire 2021-2022 avec un conseil d'administration majoritairement féminin .

### Carrière professionnelle
Elle représente le Ghana au concours Miss Univers 2015 où elle est  couronnée Miss univers. Après s'être atteinte de scoliose en 2012, Frimpong devient militante de la santé et défenseure de la prévention et du traitement de la maladie. Elle travaille comme étant développeuse régionale pour Hay Group . À l'Université de Syracuse, elle occupe aussi d'autres postes, notamment celui de bénévole pour la Cold Case Justice Initiative, de tutrice en droit pénal, d'assistante de recherche et d'ambassadrice du Bureau des admissions.

### Carrière artistique
En 2012, elle devient Miss Ghana USA 2012 et s'est classée deuxième dauphine au concours annuel Miss Africa USA 2014 . Le 29 août 2015, Akua est couronnée Miss Univers Ghana à l'hôtel Alisa d'Accra. En tant que Miss Univers Ghana 2015, elle participe au concours Miss Univers 2015 ,.